# Oskar Sima
Oskar Sima (31 de julio de 1896 – 24 de junio de 1969) fue un actor cinematográfico de nacionalidad austriaca, recordado por su trabajo como actor de reparto en innumerables comedias rodadas entre las décadas de 1930 y 1960.

## Biografía
Su nombre completo era Oskar Michael Sima, y nació en 
Hohenau an der March, Austria Hungría. Sima cursó estudios en Viena y, tras un breve período en el ejército durante la Primera Guerra Mundial, empezó a actuar en diferentes producciones teatrales en Berlín, Viena, y otras ciudades de la Europa Central. 
Inició su carrera cinematográfica en 1921, actuando en varios filmes mudos alemanes. A Sima se le escogía con frecuencia para encarnar a malvados cómicos.
En 1929 se casó con la actriz Lina Woiwode, permaneciendo la pareja unida hasta la muerte del actor. Tras la Segunda Guerra Mundial, Sima fue con frecuencia actor de carácter, llegando un biógrafo a escribir "... es difícil encontrar una película en la que Oskar Sima no actúe."
Sima sufrió un aneurisma en 1968, falleciendo finalmente el 24 de junio de 1969 en Langenzersdorf, Austria. Tenía 72 años de edad. Fue enterrado en el Cementerio Zentralfriedhof de Viena.

## Selección de su filmografía
- Leontines Ehemänner (1928)
- Skandal um Eva (1930)
- Der Andere (1930)
- Die Gräfin von Monte-Christo (1932)
- Der Stern von Valencia (1933)
- Grün ist die Heide (1951)
- Die Drei von der Tankstelle (1955)
- Saison in Salzburg (1961)